# 陳岸立
陳岸立（？—），台灣天文學家，現任臺北市立天文科學教育館館長、國立臺灣海洋大學兼任教授。

## 學歷
陳岸立是國立中央大學物理與天文研究所碩士（該研究所已分拆為天文研究所和物理學系碩士班、博士班）、南非開普敦大學天文學博士。

## 經歷
1998年2月26日起在臺北市立天文科學教育館內擔任副研究員，2003年9月兼任研究組組長迄2010年8月，2010年9月之後免兼組長職務專責處理展示場更新計畫，並且是國立臺灣海洋大學應用地球科學研究所兼任教授。2012年12月21日接任館長。

## 研究
激變變星、雙星(聯星)、光度觀測、天文展示。

## 外部連結
- 臺北市立天文科學教育館 （页面存档备份，存于）

| 教育職務               | 教育職務                                    | 教育職務    |
| ---------------------- | ------------------------------------------- | ----------- |
| 臺北市立天文科學教育館 |                                             |             |
| 前任： 王錦雄代理      | 臺北市立天文科學教育館館長 2012年12月21日 - | 繼任： 現任 |